# ロシア義勇軍団

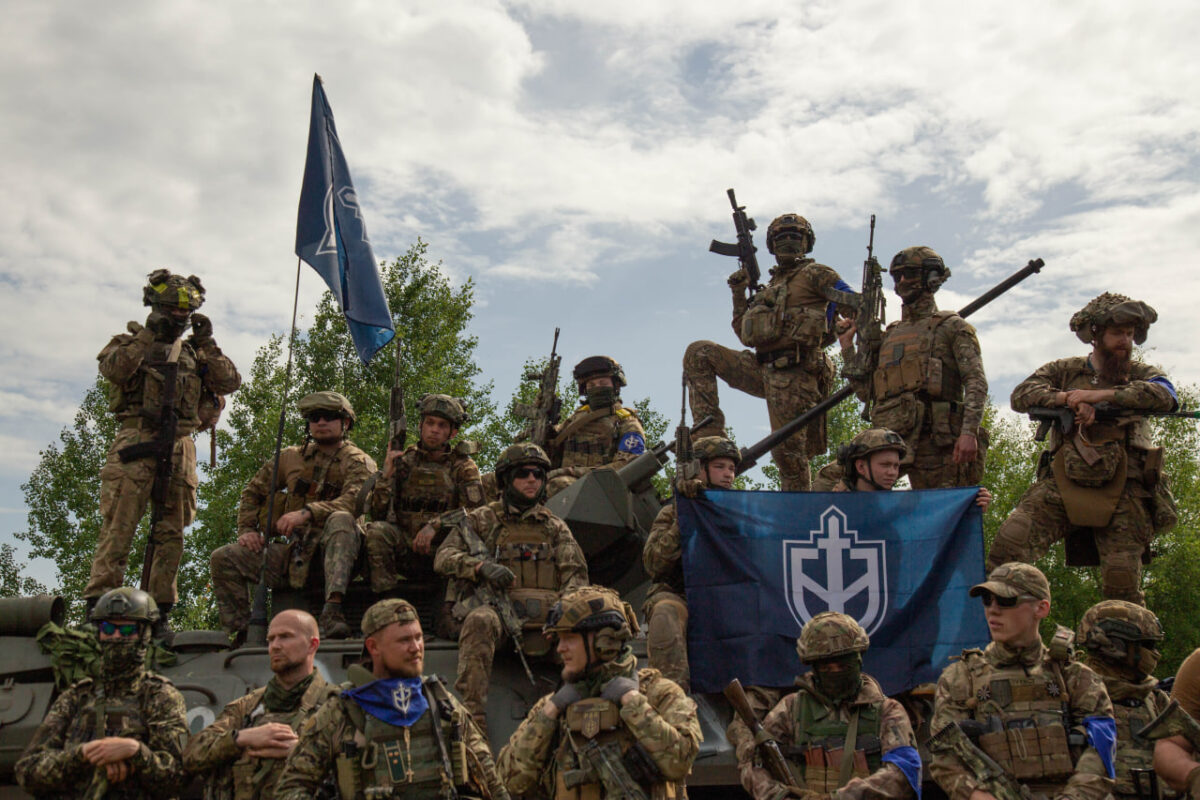
ロシア義勇軍団

ロシア義勇軍団（ロシアぎゆうぐんだん、ロシア語: Русский добровольческий корпус, ラテン文字転写: Russkiy dobrovol'cheskiy korpus、ラテン文字略称: RDK）は、2022年ロシアのウクライナ侵攻中に結成された、ウクライナを拠点とする、ロシア連邦のプーチン政権打倒を掲げて活動するロシア人右翼の義勇兵部隊である。
右翼ながらウクライナ側として戦っており、ロシア本土のブリャンスク州やベルゴロド州へ越境しての攻撃や、武装蜂起を呼び掛けるプロパガンダ活動も行なっている。

## 概要
ウクライナはロシアから全面的な侵攻を受ける前の2014年、クリミア半島と本土東部をロシア及び親ロシア派に占拠され、東部では断続的に戦闘が続いてきた（ドンバス戦争）。ロシア義勇軍団は同年以降、ウクライナのアゾフ連隊などで戦ってきたロシア人右翼の義勇兵を集めて、2022年8月にウクライナ領土防衛隊の部隊として結成された。
創設者のデニス・ニキーチンことデニス・カプースチンはドイツ育ちのロシア人で、2018年頃にウクライナへ拠点を移したと報じられている。2018年11月、RadioFreeEuropeはアゾフ大隊による政治活動を報じた記事の中で、カプースチンが米国からキエフに呼び寄せた極右活動家を支援したりアゾフ大隊の政治宣伝を行っていたと報道した。右翼過激主義研究者のロバート・クラウスは、カプースチンが10年以上の歴史を持つネオナチ・ファッション・レーベル「ホワイト・レックス」の創設者であり、右翼の地下格闘技とフーリガン界で最も影響力のある人物の一人であり、長年にわたり欧州全土の右翼地下格闘技イベントの主な主催者だったと主張している。NovayaGazetaEuropeの報道によれば、ドイツのノルトライン＝ヴェストファーレン州内務省は、カプースチンをドイツで「最も影響力のある」ネオナチ活動家の一人だと主張したとされる。ドイツの治安当局は2019年にカプースチンの活動が「自由で民主的な基本秩序に反する」という理由でシェンゲン圏全域への入国禁止措置を課した。
自由ロシア軍団とは異なり、軍団の指導者層は、捕虜になった後に「軍団」に入った元ロシア軍人ではなく、ウクライナに住むロシア右翼の移民に依存している。
司令官の一人によると、軍団の戦闘員は「右翼の保守的な政治スペクトルに起因する可能性がある」という。 同時に、戦闘員自体は、第二次世界大戦（独ソ戦）中にドイツと協力したロシア解放軍のシンボルを積極的に使用している。
軍団は8月31日の記者会見に、自由ロシア軍団と国民共和国軍と共に参加することに同意した。 同日、イリヤ・ポノマリョフは、国民共和国軍の政治指導者として、自由ロシア軍団と共同政治センターを創設する協定に署名し、ロシア義勇軍も同じ協定に参加することに同意したと主張した。

## 活動
2023年3月2日、ロシア当局は、ウクライナの武装集団が国境を越え、ブリャンスク州のリュベチャネ村とスシャニ村で「テロ攻撃」を行ったと主張した。ロシアによると、襲撃犯は車に発砲し、民間人2人を殺害した。その後、「ロシア義勇軍団」を名乗る集団がSNSで犯行声明を出した。
5月22日には、自由ロシア軍団とともにロシア南部ベルゴロド州に侵入して破壊活動を行い、一時的にベルゴロド州コジンカなどを占領したとされる。24日に記者団に対して襲撃への関与を主張した。Radio Free Europe/Radio Libertyは記事の中で「彼らはプーチン大統領の支配からの解放に向けた戦いだとしているが、ロシア義勇軍が6月に行った襲撃におけるビデオや直接の証言はベルゴロドの住宅地の破壊も示している。ロシア義勇軍は多連装ロケットランチャーでシェベキノの市街地を砲撃したことを認めている。」と主張した。
6月に発生したワグネルの反乱時にはエフゲニー・プリゴジンに対して、「私達は反対側に立っていて、ロシアの将来に異なる視点を持っている」としつつ、「皮肉や嫌味なしに彼をロシアの愛国者と呼ぶことができる」として評価した。
そのプリゴジンがトヴェリ州エンブラエル・レガシー600墜落事故で死去した際には、「ロシア政府の上層部の命令で殺害されたことは誰の目にも明らかだ」と述べた上で、「あなたたちの指揮官を殺害した者に仕えるか、ウクライナ側につくことで名誉を守り、処刑者に復讐するかだ」と迫り、ウクライナへの寝返りを促した。